# Anton Brosenbauer
Anton Brosenbauer (* 11. April 1909 in Wien, Österreich-Ungarn; † 6. Jänner 1992 in Wien, Österreich) war ein österreichischer Fußballspieler.

## Karriere
Anton Brosenbauer begann seine Karriere in der Jugend des Brigittenauer ACs, für den er auch ab der Saison 1927/28 in der I. Liga auflief. Bei dem finanziell ausgebrannten Verein, der sich im Abstiegskampf befand, wurde der Flügelstürmer rasch zum Stammspieler und zur Winterpause 1928 gemeinsam mit Josef Studenik an die Vienna verkauft. Verpasste Anton Brosenbauer das siegreiche Cupfinale 1929 noch verletzungsbedingt, konnte er im Cup 1930 gemeinsam mit seiner Mannschaft nach einem 1:0 gegen die Austria seinen ersten Titelgewinn feiern. Im selben Jahr kam Anton Brosenbauer am 23. März gegen die Tschechoslowakei auch zum ersten seiner insgesamt vier Länderspieleinsätze in der österreichischen Nationalmannschaft. 
Nach dem Gewinn der österreichischen Meisterschaft 1930/31 sorgte Anton Brosenbauer nun mit seinem Klub auch im Mitropapokal 1931 für Furore. Nach zwei frühen Ausscheiden in den vergangenen Jahren spielte sich der Verein bis ins Endspiel, welches gegen Cupsieger WAC zur rein-österreichischen Angelegenheit wurde. Die Blau-Gelben konnten sich mit 3:2 und 2:1 behaupten. Nach der Vizemeisterschaft 1932, konnte Anton Brosenbauer noch einmal 1932/33 mit der Vienna Meister werden. Ein Bänderriss in der 2. Runde der Saison 1935/36 setzte ein mehr oder weniger vorzeitiges Ende für seine Karriere. Im Herbst 1937 versuchte er nochmals ein Comeback beim FC Wien, wo er aber nur wenige Spiele bestritt.

## Erfolge
- 1 × Mitropacupsieger: 1931

- 2 × Österreichischer Meister: 1931, 1933
- 2 × Österreichischer Cupsieger: 1929, 1930

- 4 Länderspiele für die österreichische Fußballnationalmannschaft von 1930 bis 1933